# Hughes (Alaska)
Hughes es una ciudad ubicada en el Área censal de Yukón–Koyukuk en el estado estadounidense de Alaska. En el Censo de 2010 tenía una población de 77 habitantes y una densidad poblacional de 9,88 personas por km².

## Geografía
Hughes se encuentra en las coordenadas 66°2′56″N 154°15′20″O / 66.04889, -154.25556. Según la Oficina del Censo de los Estados Unidos, Hughes tiene una superficie total de 7.8 km², de la cual 7.8 km² corresponden a tierra firme y (0%) 0 km² es agua.

## Demografía
Según el censo de 2010, había 77 personas residiendo en Hughes. La densidad de población era de 9,88 hab./km². De los 77 habitantes, Hughes estaba compuesto por el 1.3% blancos, el 2.6% eran afroamericanos, el 96.1% eran amerindios, el 0% eran asiáticos, el 0% eran isleños del Pacífico, el 0% eran de otras razas y el 0% pertenecían a dos o más razas. Del total de la población el 0% eran hispanos o latinos de cualquier raza.

## Localidades adyacentes
El siguiente diagrama muestra a las localidades más próximas a Hughes.